# Louis Foursans-Bourdette
Louis Foursans-Bourdette (Francia, 29 de enero de 2002) es un jugador profesional francés de rugby que se desempeña en la posición de apertura en Montpellier Hérault Rugby, equipo perteneciente a la liga Top 14.

## Carrera
Foursans-Bourdette es un jugador de formación francesa (JIFF). Comenzó su carrera deportiva con el equipo Rugby Club Nîmois, en el cual jugó nueve temporadas (2010-2019), después pasó a Montpellier Hérault Rugby, donde lleva jugando cinco temporadas.